# サヨナラ、えなりくん
『サヨナラ、えなりくん』は、2017年5月1日から7月3日まで毎週月曜0時40分 - 1時10分（日曜深夜）にテレビ朝日ほか一部系列局にて放送されていた連続ドラマである。秋元康の企画、原作によるドラマで、秋元がプロデュースするAKB48のメンバー（当時）渡辺麻友が主演を務める。主題歌も渡辺が歌う「守ってあげたくなる」。
当初は『サヨナラ、きりたんぽ』というタイトルで放送される予定だったが、秋田県などきりたんぽに関連する組織からの抗議を受け、タイトルが改められた。

## 制作の経緯
連続ドラマの主演を決めるオーディションの形式で放送されたドラマ『AKBラブナイト 恋工場』において、1位を獲得した渡辺の主演作品として企画された。
2017年3月4日、ドラマのあらすじと主なスタッフ、そしてタイトルが『サヨナラ、きりたんぽ』であることが発表された。脚本には映画『桐島、部活やめるってよ』を手がけた喜安浩平が起用された。内容は、主人公が婚活を通して様々な男性と交際するものの、そのうち男性の本性が暴かれ、最後に主人公が男性の男性器を切断し懲らしめる、という1話完結型のコメディ。クライマックスの性器切断は1936年に現実に起こった阿部定事件に着想を得たもので、主人公を「平成の阿部定」としていた。
しかし、こうした内容から、秋田県の郷土料理であるきりたんぽと男性器を結び付けられ、きりたんぽのイメージ低下につながるという苦情が、秋田県庁や、きりたんぽの発祥とされる鹿角市、大館市、北秋田市の各市役所に寄せられた。秋田県庁や鹿角市などは3月7日に連名でテレビ朝日へ抗議し、テレビ朝日はその日のうちにタイトルの変更を決定した。
3月17日、秋元は自らが委員を務めるテレビ朝日の放送番組審議会の中で経緯について説明した。この中で秋元は、きりたんぽをブームにしたいという意図があり、作中に主人公がきりたんぽを食べる場面を毎回入れる予定であったことや、秋田県のきりたんぽ関係者とも協議を重ねたこと、一度はこのタイトルの採用を取りやめたこと等を明らかにした。ただし、週刊新潮やライターの豊島三郎は、秋元がタイトル決定に関わっていないと報じている。
4月20日、新たなタイトルを『サヨナラ、えなりくん』とすることと、えなりかずきの出演が発表された。ドラマの内容も渡辺と、えなり演じる腹黒い性格の男による恋愛劇に改められ、当初予定されていた性器切断やきりたんぽは登場しない。

### 旧タイトルに関する反応
秋田経済新聞が行った秋田県民へのアンケートでは、回答した125名中、タイトルに問題があると回答したのは106人、問題なしと回答したのは19人だった。秋田県内の自治体職員や首都圏秋田県人連合会の幹部の中には、きりたんぽの知名度向上を期待する意見を持つ者もいた。
フィフィは、内輪でのウケを優先する放送業界の体質が原因にあると批判した。また伊集院光は、抗議に理解を示し、抗議を受けて変更するのであれば、そもそもこのタイトルにすべきではなかった、と出演するラジオ番組内で話した。一方伊集院は、このドラマが深夜に放送されることから、タイトルを一種のシャレとして許容してほしいとも話した。またフィフィも伊集院も、この騒動がかえってドラマの宣伝になっているという見解を示している。
秋元と同じくテレビ朝日の放送番組審議会の委員で、秋田県出身の内館牧子は、秋元の制作意図に理解を示した上で、これではきりたんぽが笑いものにされるだけで、マイナスイメージの知名度を上げる結果しかもたらさないと、秋元ら制作者や、知名度アップを歓迎した秋田県の関係者を批判した。

## キャスト
〈〉内はドラマ設定年齢。
桐山さおり（きりやま さおり）〈25〉
演 - 渡辺麻友（AKB48）
さまざまな恋愛遍歴の末、今は純愛と理想の結婚相手を求めて婚活に精を出している。しかし、相手の男性の心に潜む「えなりくん」を察知すると特殊な能力を発揮する。
えなりくん〈年齢不詳〉
演 - えなりかずき
タイトル変更に伴い、悪役として出演することが決まった。心の隙間に取り憑き、女を弄ぶ欲望の化身。
片栗利江（かたくり としえ）〈35〉
演 - 上地春奈
さおりとは婚活パーティーで知り合った。さおりが婚活している場面に何度も偶然とは言えないくらい登場する。
村木沢茂（村ちゃん）〈40〉
演 - 池田成志
さおりが常連客となっている「BAR村々」のマスター。さおりは「村ちゃん」と呼び、相談をいつも持ち掛けるが、よく説教される。

## 放送日程
| 話数 | 放送日  | サブタイトル                                | 脚本                     | 監督     | ゲスト                                                                  |
| ---- | ------- | ------------------------------------------- | ------------------------ | -------- | ----------------------------------------------------------------------- |
| 1    | 5月01日 | 純愛ハンター 地中海風の男                   | 喜安浩平                 | 佐藤 太  | 下野倉保（しものくら たもつ） - 石垣佑磨                                |
| 2    | 5月08日 | 浴室のささやき 踊る華道家                   | 喜安浩平                 | 佐藤 太  | 坊園林太郎（ぼうぞの りんたろう） - 渡部豪太                            |
| 3    | 5月15日 | 恋はトラブル 草生えるアウトドア男           | 喜安浩平                 | 佐藤 太  | 小玉置太志（こたまき ふとし） - 内田朝陽                                |
| 4    | 5月22日 | 想像以上に鼻につく 青年実業家               | 松本哲也                 | 二宮 崇  | 清水潔志（しみず きよし） - 黄川田将也                                  |
| 5    | 5月29日 | 奪い合うゲスなミュージシャン                | 松本哲也                 | 二宮 崇  | ルーレット（谷村・川上） - 水田航生、鳥越裕貴                           |
| 6    | 6月05日 | 琥珀色の誘惑 ロマンスグレーのカフェオーナー | 松本哲也                 | 二宮 崇  | 梅津（うめづ) - 小市慢太郎 モカ - 松浦愛弓                              |
| 7    | 6月12日 | 君にロックオン！ ほめ殺しのカメラマン       | ブラジリィー・アン・山田 | 佐藤 太  | 狩山典信（かりやま てんしん） - 細貝圭                                  |
| 8    | 6月19日 | ドバイの不動産王 7億円の男                  | ブラジリィー・アン・山田 | 丸毛典子 | 増田（ますだ） - 高橋光臣                                               |
| 9    | 6月26日 | 嘘がつけない ウブなポリスマン               | 吉田ウーロン太           | 佐藤 太  | 斉藤星次（さいとう せいじ） - えなりかずき                              |
| 10   | 7月03日 | サヨナラ、えなりくん                        | 喜安浩平                 | 佐藤 太  | 万丈寺結（ばんじょうじ むすぶ） - 松尾諭 鈴木福（すずき ふく） - 鈴木福 |

## 放送局・配信元
| 放送対象地域 | 放送局              | 系列           | 放送期間               | 放送時間                     | 備考       |
| ------------ | ------------------- | -------------- | ---------------------- | ---------------------------- | ---------- |
| 関東広域圏   | テレビ朝日（EX）    | テレビ朝日系列 | 2017年5月1日 - 7月3日  | 月曜 0:40 - 1:10（日曜深夜） | 制作局     |
| 青森県       | 青森朝日放送（ABA） | テレビ朝日系列 | 2017年5月1日 - 7月3日  | 月曜 0:40 - 1:10（日曜深夜） | 同時ネット |
| 福島県       | 福島放送（KFB）     | テレビ朝日系列 | 2017年5月1日 - 7月3日  | 月曜 0:40 - 1:10（日曜深夜） | 同時ネット |
| 長野県       | 長野朝日放送（abn） | テレビ朝日系列 | 2017年5月1日 - 7月3日  | 月曜 0:40 - 1:10（日曜深夜） | 同時ネット |
| 新潟県       | 新潟テレビ21（UX）  | テレビ朝日系列 | 2017年5月20日 - 9月2日 | 土曜 2:25 - 2:55（金曜深夜） | 遅れネット |

ネット配信
- テレ朝動画・ビデオパス - テレビ朝日で放送済みとなった回から、順次配信。

## スタッフ
- 原作 - 秋元康
- プロデューサー - 杉山登、松瀬俊一郎、出口智浩、中沢晋、内山雅博
- 制作・著作 - テレビ朝日

## スピンオフドラマ『残念くんに効くレシピ』
auビデオパスで、地上波ドラマ放送終了後より毎週1話ずつ、全10話が配信される。

### 配信日程
| 話数 | 配信日  | サブタイトル   | 脚本                     | 監督     | ゲスト       | 備考 |
| ---- | ------- | -------------- | ------------------------ | -------- | ------------ | ---- |
| 1    | 5月01日 | クチャラー     | 吉田ウーロン太           | 丸毛典子 |              |      |
| 2    | 5月08日 | ストローガジラ | 吉田ウーロン太           | 二宮 崇  |              |      |
| 3    | 5月15日 | 横文字怪人ルー | 吉田ウーロン太           | 二宮 崇  |              |      |
| 4    | 5月22日 | 車トルジロウ   | 吉田ウーロン太           | 丸毛典子 |              |      |
| 5    | 5月29日 | 蛇足コブラ     | 松本哲也                 | 丸毛典子 |              |      |
| 6    | 6月05日 | パリピーマン   | 吉田ウーロン太           | 二宮 崇  |              |      |
| 7    | 6月12日 | ムキムー鬼     | ブラジリィー・アン・山田 | 二宮 崇  |              |      |
| 8    | 6月19日 | カイコ虫       | 吉田ウーロン太           | 二宮 崇  | えなりかずき |      |
| 9    | 6月26日 | キャクゴッド   | 吉田ウーロン太           | 二宮 崇  | -            |      |
| 10   | 7月03日 | キングジョージ | 吉田ウーロン太           | 二宮 崇  | -            |      |

## その他
2017年10月31日にさいたまスーパーアリーナで開催された「渡辺麻友卒業コンサート～みんなの夢が叶いますように～」では、レギュラーキャストが再集結し、本番組の特別版が幕間の寸劇として上演された。